# Strandbuggy
En strandbuggy er en bil med store hjul og brede dæk designet til at køre på strande og klitter. Det er ofte en modificeret bil med et åbnet karrosseri og modifikationerne stiler mod at gøre bilen stærkere enten ved at gøre den lettere eller ved at give motoren flere hestekræfter.
Flere militære enheder, såsom US Navy SEALs, Special Air Service, bruger også buggies til ørkenoperationer.
| Stub | Spire Denne bilrelaterede artikel er en spire som bør udbygges. Du er velkommen til at hjælpe Wikipedia ved at udvide den. |